# Tratsch im Treppenhaus
Tratsch im Treppenhaus  ist ein Schwank in vier Akten von Jens Exler. Die Uraufführung fand am 24. April 1960 an der Niederdeutschen Bühne Flensburg unter dem plattdeutschen Originaltitel Sluderkraam in't Treppenhus statt.
Deutschlandweite Bekanntheit erlangte das Stück ab den 1960er Jahren durch Fernsehaufzeichnungen von Inszenierungen des Hamburger Ohnsorg-Theaters.

## Handlungsübersicht
Das Bühnenbild zeigt eine Etage im Treppenhaus einer Mietskaserne. Die beiden Wohnungen werden von Herrn Brummer und Frau Knoop bewohnt. Zu jeder Wohnung gehört außerdem eine vom Hausflur aus zu betretende Kammer, die Raum für eine Schlafgelegenheit bietet. Durch einen nachbarlichen Streit zwischen Herrn Brummer und Frau Knoop um ebendiese beiden Kammern und den daraus folgenden wilden, hanebüchenen Spekulationen einer weiteren Mieterin im Haus, Frau Boldt, entsteht einiges an „Sluderee“ (von plattdeutsch sludern: tratschen, geschwätzig sein) und kuriosen Missverständnissen.

## Hintergrund
Der Autor des Stückes, Jens Exler, erklärte seinerzeit auf Anfrage zum Erfolg des Stückes: „Ich hatte täglich mit Mietern zu tun, denn ich war von 1945 bis 1976 bei der Wohnungsbau Flensburg tätig, und da habe ich natürlich einiges miterlebt und in dem Stück verarbeitet.“ Auf die Nachfrage, ob sich Flensburger Mieter im Stück wiedererkannt hätten, meinte er: „Wo denken Sie hin? Keiner hat sich wiedererkannt. Alle, an die ich beim Schreiben des Stücks gedacht hatte, waren der festen Überzeugung, nur die anderen könnten so sein ...“
Die bekannte Fassung des Hamburger Ohnsorg-Theaters wurde unter dem leicht abgewandelten plattdeutschen Titel Sluderee op de Trepp am 1. Januar 1962 erstaufgeführt. Eine erste Fernsehausstrahlung des Stücks war von der ARD für den 18. Februar 1962, geplant, musste aber wegen der schweren Sturmflut an der Nordseeküste auf den 4. August 1962 verschoben werden. Bundesweite Popularität erreichte das Stück in einer Live-Fernsehübertragung der ARD aus dem Ohnsorg-Theater am Silvesterabend des Jahres 1966. Weitere Fernsehinszenierungen aus dem Ohnsorg-Theater folgten am 14. September 1974 – diese dritte Fernsehfassung ist im Archiv des NDR nicht mehr vorhanden – und an Silvester 2016. Neujahr 1989 hatte die österreichische Version der Löwinger-Bühne Premiere im ORF. Am 26. August 2001 strahlte der Bayerische Rundfunk eine bayerische Adaption der Kleinen Komödie am Max II aus. Am 30. August 2008 startete im Volkstheater Frankfurt die von Heinz Werner Kraehkamp in Hessische übertragene Version Traatsch im Trebbehaus, die alsbald auch der Hessische Rundfunk in sein Fernsehprogramm aufnahm. 2010 produzierte der NDR in Zusammenarbeit mit dem Ohnsorg-Theater eine Fortsetzung mit drei Teilen fürs Fernsehen.
Das Theaterstück wird weiterhin vom Ohnsorg-Theater gespielt. Etliche Bühnen wie auch die Niederdeutsche Bühne Flensburg, an der das Stück seine Premiere hatte, führen das Stück von Zeit zu Zeit auf.

## Personen
- Ewald Brummer: Pensionierter Steuerinspektor, Onkel von Dieter Brummer. Leicht cholerisch, aber mit weichem Kern. Vorsitzender des Kaninchenzuchtvereins „Cymbria“.
- Hanne Knoop: Herzensgute, aber durchaus nicht auf den Kopf und auf den Mund gefallene Witwe, die als Putzfrau bei Herrn Seefeldt arbeitet. Nachbarin von Herrn Brummer auf einer der oberen Etagen des Mietshauses.
- Meta Boldt: Bewohnerin aus einer der unteren Etagen. Tratschsüchtig; belauscht die anderen Mieter und hetzt diese zum eigenen Vorteil gegeneinander auf.
- Dieter Brummer: Junger Kfz-Meister, Neffe von Ewald Brummer. Ist nach einem Streit aus dem Elternhaus fortgegangen, nun auf der Suche nach einer Bleibe.
- Heike Seefeldt: Verließ ebenfalls nach einem Streit das Elternhaus. Wohnt illegal zur Untermiete bei Frau Knoop, die in der Autowerkstatt von Heikes Vater putzt.
- Bernhard Tramsen: Schlachtermeister, Eigentümer des Mietshauses. Verschlampt geforderte Reparaturen. Ist verheiratet, stellt aber den ledigen Mieterinnen nach.
- Herr Seefeldt: Eigentümer einer Autowerkstatt, Vater von Heike Seefeldt, Arbeitgeber von Frau Knoop. Verliert durch Vernachlässigung fast seine Tochter.

## Handlung der Fernsehübertragung von 1966
Anmerkung: Sämtliche Hinweise auf das Jahresende, das bevorstehende Silvester (Missingsch: Altjahrsabend) und den Silvesterball finden sich nur in der Fernsehübertragung 1966. Jens Exlers Originalmanuskript siedelt die Handlung im Frühjahr an, und es findet ein Frühlingsball statt.
Ferner enthält das Skript kleine Handlungserweiterungen, die in der TV-Übertragung nicht erwähnt werden. So trickst Heike Seefeldt z. B. Herrn Tramsen die Zusage ab, die seit langem nicht durchgeführten Reparaturen in Frau Knoops Wohnung nun endlich in Angriff zu nehmen. Außerdem wird die beginnende Romanze zwischen Frau Knoop und Herrn Brummer deutlicher herausgearbeitet; diese nennen sich ab dem Ball bei ihren Vornamen und duzen sich.

### 1. Akt
Durch Lärm gestört, stellt Herr Brummer seine Nachbarin Frau Knoop lautstark zur Rede. Dabei geht es nicht nur um die laute Musik, sondern auch um die Tatsache, dass Frau Knoop entgegen den Regeln im Mietvertrag seit kurzem einen Untermieter in ihrer Kammer beherbergt. Die beiden gehen unversöhnt wieder auseinander. Kurz darauf erscheint Frau Boldt. Sie hat den Streit mitangehört und möchte unbedingt mehr erfahren. Dabei wendet sie allerlei Tricks an, um Herrn Brummer und Frau Knoop auszuhorchen. Frau Knoop ist mit den Tratschereien von Frau Boldt schon vertraut und geht ihr nicht auf den Leim, doch der arglose Herr Brummer liefert ihr genau die Sensationen, nach denen sie giert. Anschließend stürmt sie davon, um den Hausbesitzer Herrn Tramsen von allem in Kenntnis zu setzen. Dabei läuft sie Dieter Brummer in die Arme, der nach einem Streit aus seinem Elternhaus ausgezogen ist und nun bei seinem Onkel Ewald Unterschlupf sucht. Unterdessen taucht der von Frau Boldt alarmierte Hauswirt Herr Tramsen auf, der Frau Knoop wegen des Untermieters zur Rede stellt. Doch diese lässt sich nicht beirren, worauf Herr Tramsen beschließt, ihr den Mietvertrag zu kündigen. Nach einem weiteren Streit zwischen Ewald Brummer und Frau Knoop versteht Dieter Brummer, dass es seinem Onkel als korrektem Beamten a. D. unmöglich ist, selbst einen Untermieter zu beherbergen, und Dieter sieht ein, dass er sich eine neue Bleibe suchen muss. Doch dann begegnet er Frau Knoops Untermieter, der sich als die hübsche Heike Seefeldt entpuppt, die selbst von zuhause ausgerissen ist. Dieter beschließt umgehend, trotz aller widrigen Umstände bei seinem Onkel zu bleiben. Als wenig später der von Frau Boldt weiter aufgestachelte Herr Tramsen die Kündigung des Mietvertrags an Frau Knoop überreichen will, öffnet ihm Heike Seefeldt die Tür, die es mit ihrem Charme schafft, Tramsen die Kündigung auszureden. Als Frau Boldt das erfährt, prophezeit sie stürmische Zeiten für das Haus.

### 2. Akt
Am Morgen des Silvestertages spinnt Frau Boldt ihr Lügengeflecht weiter. So spielt sie vor, für Herrn Brummer die Treppenwoche übernommen zu haben, obwohl Frau Knoop selber die Reinigung vorgenommen hat. Und auch die frischen Berliner, die Frau Knoop Herrn Brummer heimlich vor die Tür stellt, gibt Frau Boldt als die ihren aus. Unterdessen spinnt Heike Seefeldt ihre eigenen Fäden, um den Hausfrieden wiederherzustellen. So nimmt sie Einladungen von Herrn Brummer und Herrn Tramsen zum Silvesterball des Kaninchenzuchtvereins Cymbria an, verschenkt aber die Eintrittskarten von Herrn Tramsen an Frau Boldt und die von Herrn Brummer an Frau Knoop. Für sich selbst nimmt Heike die Einladung von Dieter an. Wenig später taucht ein Mann im Haus auf, der sich als Heikes Vater entpuppt. Er hat herausgefunden, dass Heike bei Frau Knoop untergekommen ist. Er kündigt Frau Knoop die Stellung als seine Putzfrau und versucht, Heike zur Heimkehr zu bewegen. Diese weigert sich – auch noch, als ihr Vater sie auf familiäre Pflichten hinweist. Genau diesen Teil hat Frau Boldt, die wieder mal gelauscht hat, völlig falsch verstanden und verbreitet nun das Gerücht, dass Heike die Geliebte des ihr Fremden ist und ein Kind mit ihm hat. Als Frau Boldt Heike dazu aushorchen will, nutzt Heike die Chance und behauptet, der Mann sei ein Kriminalbeamter, der einer Anzeige wegen Tratsch und übler Nachrede nachgeht. Doch Frau Boldts Schock darüber ist nur von kurzer Dauer – am Ende brüstet sie sich wieder damit, mit dem ganzen „Sluderkram“ im Haus nichts zu tun zu haben.

### 3. Akt
In den frühen Stunden des Neujahrsmorgens kehren Heike und Dieter vom Silvesterball zurück. Nachdem sie ein wenig geflirtet haben und sich in ihre jeweiligen Kammern zurückziehen wollen, stellt Heike fest, dass ihr Kammerschlüssel von Onkel Ewald verwahrt wird, der noch auf dem Ball ist. Die beiden beschließen, dass Heike für eine Nacht in Dieters Kammer schläft, während dieser im Treppenhaus auf Onkel Ewalds Rückkehr wartet, um dann in Heikes Kammer zu übernachten. Onkel Ewald und Frau Knoop kehren bald darauf in sehr guter Stimmung heim. Zwischen den beiden ist jeder Streit vergessen, es hat sich sogar eine zarte Freundschaft entwickelt. Nachdem Dieter den Schlüssel in Empfang genommen hat und in Heikes Kammer verschwunden ist, lädt Frau Knoop ihren Nachbarn zu einer Tasse Kaffee ein. Dabei lässt Onkel Ewald eine Bemerkung fallen, die Frau Boldts Lügen der letzten Tage aufdeckt. Beim Kaffee will Frau Knoop sich von Herrn Brummer genauer informieren lassen. Nachdem sich die Wohnungstür hinter den beiden geschlossen hat, taucht Frau Boldt auf, welche die Heimkehr und vor allem Herrn Brummers entlarvende Bemerkung mitbekommen hat. Sie sieht ihre Felle davonschwimmen und will an Frau Knoops Tür lauschen, um sich mit dem Erfahrenen retten zu können. Doch unverhofft taucht Herr Tramsen auf, und Frau Boldt muss auf den Wäscheboden flüchten. In der Annahme, an der richtigen Tür zu klopfen, will Tramsen mit Heike anbandeln. Doch Dieter reagiert geistesgegenwärtig mit verstellter Stimme und wimmelt Tramsen ab. In diesem Moment will Onkel Ewald in seine eigene Wohnung hinübergehen, und Herr Tramsen muss ebenfalls auf den Wäscheboden flüchten. Nachdem Ruhe im Hausflur eingekehrt ist, stellen sich Frau Boldt und Herr Tramsen gegenseitig zur Rede. Nachdem Herr Tramsen eine deutliche Warnung ausgesprochen hat, besser nicht zu tratschen, zieht Frau Boldt wieder einmal ihre ganz eigenen Schlüsse und stellt empört fest, dass das neue Jahr ja gut anfängt.

### 4. Akt
Immer noch aufgestachelt von den Ereignissen der letzten Nacht, versucht Frau Boldt wieder einmal, ihre Nachbarn auszuspionieren, doch diesmal beißt sie bei Frau Knoop und Herrn Brummer erheblich auf Granit – die beiden weisen sie gehörig in die Schranken und drohen, Frau Boldt wegen Verleumdung anzuzeigen. Vollends empört, will Frau Boldt sich bei Herrn Tramsen beschweren, doch da taucht Herr Seefeldt wieder auf, den Frau Boldt immer noch für einen Kriminalbeamten hält, und sie zieht sich unauffällig zurück. Herr Seefeldt muss sich unterdessen von Frau Knoop eine gehörige Standpauke anhören, weil er seine Tochter so vernachlässigt hat, und er sieht seinen Fehler ein. Darauf kommt es zur großen Versöhnung zwischen Vater und Tochter, und Dieter bekommt eine Chance, das Geschäft von Herrn Seefeldt zu übernehmen. Frau Boldt ist unterdessen immer noch nicht bereit, die Waffen zu strecken, doch nachdem endlich einmal alle Beteiligten zusammen sind, werden sämtliche von Frau Boldts Missdeutungen und Gerüchten ins rechte Licht gerückt. Frau Boldt steht geläutert da, und alle stoßen auf den Hausfrieden und ein gesundes neues Jahr an.

## Aufzeichnungen
| Fernsehaufzeichnungen                                                        | Fernsehaufzeichnungen   | Fernsehaufzeichnungen | Fernsehaufzeichnungen | Fernsehaufzeichnungen   | Fernsehaufzeichnungen  | Fernsehaufzeichnungen |
| Erstausstrahlung                                                             | 1962, 1966              | 1974                  | 1989                  | 2001                    | 2008                   | 2016                  |
| Bühne                                                                        | Ohnsorg                 | Ohnsorg               | Löwinger              | Kleine Komödie Max II   | Volkstheater Frankfurt | Ohnsorg               |
| Sender                                                                       | ARD                     | ARD                   | ORF                   | BR                      | HR                     | NDR                   |
| Rolle                                                                        | Schauspieler            | Schauspieler          | Schauspieler          | Schauspieler            | Schauspieler           | Schauspieler          |
| ---------------------------------------------------------------------------- | ----------------------- | --------------------- | --------------------- | ----------------------- | ---------------------- | --------------------- |
| Ewald Brummer Beamter Krämer                                                 | Henry Vahl 0            | Heini Kaufeld 0       | Walter Scheuer 0      | Josef Thalmaier 0       | 0 Horst Krebs          | Horst Arenthold 0     |
| Hanne Knoop Gundula Armbrust Rosel Rehbach                                   | Erna Raupach-Petersen 0 | Hilde Sicks 0         | 0 Margit Gara 0       | 0 Christiane Blumhoff 0 | 0 Margit Sponheimer    | Sandra Keck 0         |
| Meta Boldt Ernestine Wickelhuber Ernestine Zitzelsberger Elli Lautenschläger | Heidi Kabel 0           | Heidi Kabel 0         | 0 Sissy Löwinger 0    | 0 Erni Singerl 0        | 0 Annette Krämer       | Heidi Mahler 0        |
| Dieter Brummer Sascha Brummer Michael Krämer                                 | Edgar Bessen 0          | Jürgen Pooch 0        | Rudolf Larsen 0       | 0 Christian Schaeffer 0 | 0 Steffen Wilhelm      | Evangelos Sargantzo 0 |
| Heike Seefeldt Helga Seefeldt Gaby Seefeldt Heike Hoffmann                   | Gisela Wessel 0         | Herma Koehn 0         | 0 Angelika Mayr 0     | 0 Isabel Mautes 0       | 0 Nora Jokhosha        | Eileen Weidel 0       |
| Bernhard Tramsen Wendolin Bröselmayer Korbinian Seckchen Metzger Meisner     | Ernst Grabbe 0          | Werner Riepel 0       | 0 Hans Fretzer 0      | 0 Rolf Kuhsiek 0        | 0 Kurt Spielmann       | Wolfgang Sommer 0     |
| Herr Seefeldt Herr Hoffmann                                                  | Heinz Lanker 0          | Heinz Lanker 0        | Fritz Holy 0          | Bernhard Letizky 0      | 0 Frank Lehmann        | Dieter Schmitt 0      |
|                                                                              |                         |                       |                       |                         |                        |                       |
| Inszenierung                                                                 | Hans Mahler             | Karl-Otto Ragotzky    | Sissy Löwinger        | René Heinersdorff       | Heinz Werner Kraehkamp | Michael Koch          |
| Fernsehregie                                                                 | Alfred Johst            | Alfred Johst          | Laco Povazay          | Hans-Klaus Petsch       | Heinz Werner Kraehkamp | Klaus Bertram         |

Edgar Bessen, der in den ersten Hamburger Inszenierungen Dieter Brummer, den Neffen von Ewald Brummer, spielte, war auch im wirklichen Leben der Neffe des Ewald-Brummer-Darstellers Henry Vahl.

## Fortsetzung
Der NDR und das Ohnsorg-Theater schrieben 2010 die Geschichte des Klassikers als Comedy-Show Tratsch im Treppenhaus... es geht weiter! fort. Produziert wurden drei Folgen à 45 Minuten, die Ende 2010 im NDR Fernsehen zu sehen waren. Verwendet wurden Original-Kulissen und Requisiten. Was im Archiv nicht mehr vorhanden war, wurde detailgetreu nachgebaut. Prominente Darsteller hatten kleine Gastauftritte.
- Folgentitel Tratsch im Treppenhaus... es geht weiter!:

1. Eigentum verpflichtet (Erstausstrahlung am 18. Dezember 2010)
2. Unter Strom (Erstausstrahlung am 18. Dezember 2010)
3. Hausbesetzung (Erstausstrahlung am 20. Dezember 2010)[15]

## Medien
- Tratsch im Treppenhaus (1966, s/w, 103 Min., mit Kopie des Programmheftes 1961/62 als Special) ist als DVD seit 2007 in der Ohnsorg-Theater-Kollektion erhältlich
- Tratsch im Treppenhaus,  Hörfassung, ungekürzte Originaltonspur der Fernsehaufführung von 1966. Hinstorff Verlag. Rostock 2008, ISBN 978-3-356-01276-7